# 殷富門
殷富門（いんぷもん）は、平安京大内裏の外郭十二門のひとつである。右衛門府が警固を担当した。

## 概要
大内裏の西面、藻壁門の北、上西門の南。西大宮大路に面し、近衛大路に向かう。大きさは5間、戸3間だった。
延暦13年（794年）、宮城経営のとき尾張国・美濃国が造営し、伊福部氏がこれを監したことがその名称の由来（いふくべ → いんぷ）。門内に右近衛府の建物があったため「西近衛御門」とも呼ばれた。弘仁9年（818年）、額を改め、小野篁の孫で書に優れる小野美材の筆額を掲げた。